# Borsk (gromada)
Borsk – dawna gromada, czyli najmniejsza jednostka podziału terytorialnego Polskiej Rzeczypospolitej Ludowej w latach 1954–1972.
Gromady, z gromadzkimi radami narodowymi (GRN) jako organami władzy najniższego stopnia na wsi, funkcjonowały od reformy reorganizującej administrację wiejską przeprowadzonej jesienią 1954 do momentu ich zniesienia z dniem 1 stycznia 1973, tym samym wypierając organizację gminną w latach 1954–1972.
Gromadę Borsk z siedzibą GRN w Borsku utworzono – jako jedną z 8759 gromad na obszarze Polski – w powiecie chojnickim w woj. bydgoskim, na mocy uchwały nr 24/5 WRN w Bydgoszczy z dnia 5 października 1954. W skład jednostki weszły obszary dotychczasowych gromad Borsk, Górki i Wdzydze Tucholskie ze zniesionej gminy Karsin w tymże powiecie. Dla gromady ustalono 15 członków gromadzkiej rady narodowej. Była to najdalej na północ wysunięta gromada województwa bydgoskigo (a Wdzydze Tucholskie najdalej na północ wysuniętą jego miejscowością).
Gromadę zniesiono 31 grudnia 1961, a jej obszar włączono do gromady Wiele w tymże powiecie.